# Ndao

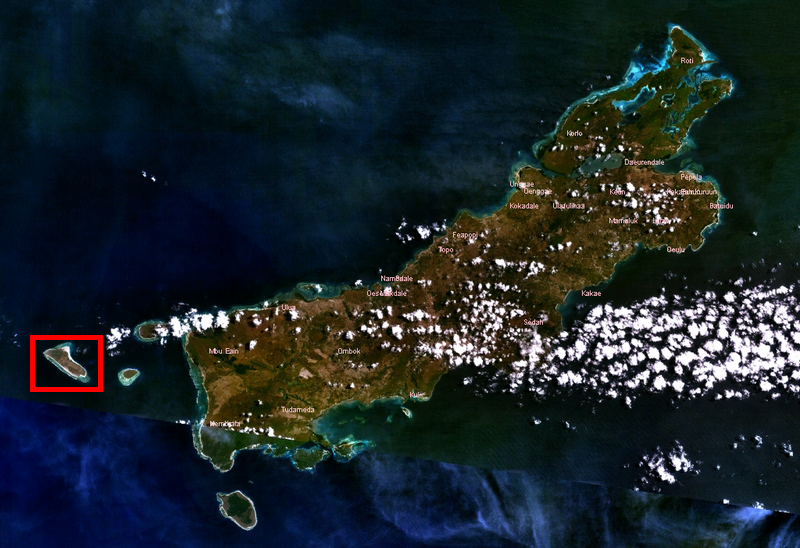
De ligging van Ndao in het regentschap Rote Ndao

Ndao is een klein Indonesisch eiland.
Ndao meet vijf kilometer en behoort tot het regentschap Rote Ndao in Oost-Nusa Tenggara (Kleine Soenda-eilanden). Het ligt net ten westen van Roti op 13 kilometer afstand. Ndao ligt tussen de Sawuzee in het noorden en de Timorzee in het zuiden. Het eiland heeft zijn eigen Austronesische taal, namelijk het Dhao.